# Barrage de Kartalkaya
Le barrage de Kartalka est un barrage de Turquie.

## Sources
- (en) www.dsi.gov.tr/tricold/kartalka.htm Site de l'agence gouvernementale turque des travaux hydrauliques